# Kaj Weeke
Kaj Frederik Weeke (24. juni 1892 i København - 1955) var en dansk fodboldspiller.
I sin klubkarriere spillede Weeke i KB som han vandt det danske mesterskab med 1913 og 1918.